# Phan Văn Tài Em
Phan Văn Tài Em (ur. 23 kwietnia 1982 w Châu Thành) – wietnamski piłkarz występujący na pozycji pomocnika w klubie Đồng Tâm Long An.

## Kariera piłkarska
Phan Văn Tài Em od początku swojej kariery występuje w drużynie Đồng Tâm Long An. Obecnie jego zespół gra w pierwszej lidze wietnamskiej i z Phanem w składzie 2-krotnie wywalczył tytuł mistrza kraju - w sezonie 2005 i 2006.
Zawodnik ten jest także reprezentantem Wietnamu. W drużynie narodowej zadebiutował w 2002 roku. Został również powołany na Puchar Azji 2007, gdzie jego drużyna odpadła w ćwierćfinale. On zaś rozegrał wszystkie mecze w grupie: ze Zjednoczonymi Emiratami Arabskimi (2:0), Katarem (1:1) i Japonią (1:4).